# Dendrophidion vinitor
La culebra corredora barrada (Dendrophidion vinitor)  es una especie de serpiente que pertenece a la familia Colubridae.
Es nativo del sur de México, Guatemala y Belice. Su hábitat natural se compone de bosque tropical muy húmedo. Su rango altitudinal oscila entre 0 y 1300 m s. n. m.. Es una serpiente terrestre y diurna.